# Torben Piechnik
Torben Piechnik (Hellerup, 21 de maio de 1963) é um ex-futebolista profissional dinamarquês, que atuava como defensor. Foi campeão da Eurocopa de 1992.

## Carreira
Torben Piechnik fez parte do elenco da Seleção Dinamarquesa de Futebol da Eurocopa de 1992 1996.

## Títulos
- Eurocopa de 1992